# Lotus Emeya
La Lotus Emeya (nome in codice Type 133) è un'autovettura elettrica prodotta dalla casa automobilistica inglese Lotus Cars a partire dal 2024.
È la prima berlina a 3 volumi e 5 porte in assoluto costruita dalla azienda britannica.

## Storia
Chiamata a inizio 2023 per la prima volta dalla stampa specializzata Envya a seguito di alcuni avvistamenti di prototipi camuffati in fase di collaudo, è stata ideata con l'intento di andare a concorrere con vetture come la Porsche Taycan. Il 29 agosto 2023 la Lotus ha confermato che la versione di produzione della Type 133 si sarebbe chiamata Emeya.
Dotata di un'impostazione da gran turismo con carrozzeria berlina a cinque porte fastback, è stata presentata ufficialmente in un evento stampa a New York il 7 settembre 2023 come il secondo veicolo elettrico dell'azienda prodotto in Cina, dopo la Lotus Eletre, a non essere prodotto a Hethel nel Regno Unito, ma a Wuhan (la Lotus appartiene alla cinese Geely).

## Caratteristiche tecniche
L'Emeya è basata sulla piattaforma EPA (Electric Premium Architecture) specifica per i modelli elettrici del gruppo Geely (di cui Lotus fa parte). L'auto è dotata di due motori elettrici sincrono a magneti permanenti su ciascun asse che producono insieme 905 cavalli e 985 Nm di coppia facendo si che la vettura scatti da 0 a 100 km/h in 2,8 secondi e un'autonomia di oltre 600 chilometri. La batteria è agli ioni di litio NMC (nichel-manganese-cobalto) con una capacità di 102 kWh, che garantisce un'autonomia di circa 610 km.
Dispone di cinque modalità di guida (Range, Tour, Sport, Individual, Track) che influiscono, tra l'altro, sull'altezza da terra e sulla rigidità delle sospensioni.